# 내 사랑 싸가지
"내 사랑 싸가지"(100 Days with Mr. Arrogant)는 대한민국의 영화이다. 동명의 인터넷소설을 원작으로 한다.

## 캐스팅
- 하지원 - 강하영 역
- 김재원 - 안형준 역
- 진태현 - 영은 역
- 한민 - 현주 역
- 용선희 - 주연 역
- 홍지영 - 마니 역
- 김창완 - 하영 부 역
- 이응경 - 하영 모 역
- 김용건 - 형준 부 역
- 고진명 - 영은 부 역
- 한성식 - 담임 역
- 김지훈 - 거지 역 (우정출연)
- 임혁필 - 왕자 역 (우정출연)
- 김상혁 - 꽃미남 역 (우정출연)

## 사운드트랙
1. Lovely Princess
2. Blue Bird
3. 납치 테마
4. 싸가지송
5. 학교 테마
6. 폴리스 테마
7. 고급 레스토랑 테마
8. 노비야
9. 스파이 테마
10. 치키치키 러브송
11. 보랏빛 향기
12. To H
13. Tiresome
14. 중국집 테마
15. 제주도 여행
16. 사진을 보며
17. 보랏빛 향기
18. 시험공부
19. 운명